# Мира Аройо
Мира Йосиф Аройо е българска музикантка, творяща на български и английски, най-известна като членка на британската електропоп група „Лейдитрон“, биоложка по образование, потомка на заселили се в Сливен сефарадски евреи.
Мира е родена в София на 11 юли 1977 г. Нейната майка е Лидия Йорданова Божилова-Аройо (София, 17 март 1950-), авторка на най-известния български превод на романа от Джордж Оруел „1984“ (1989) и по-късно заместник-директорка на Българската секция на Би Би Си; вуйчо ѝ е журналистът Максим Йорданов Божилов (София, 7 септ. 1952-), издател на вестник „Български хоризонти“ в Торонто. Баща ѝ е български евреин. Когато е на 10 години, Мира Аройо се мести със семейството си в Израел, а по-късно във Великобритания.
Първият музикален инструмент, на който свири Мира е китара. През 1999 г. се присъединява към новосформираната електронна група „Лейдитрон“ и оттогава изпълнява вторите вокали на групата, свири на синтезатор и пише текстове.
Освен постигнатите музикални успехи, Аройо следва за докторска степен по молекулярна генетика в Оксфордския университет, но по-късно изоставя обучението си.